# منطقة بيتورجره
بيتورجره رمزها «PI» (بالإنجليزية: Pithoragarh)‏ ، هو تقسيم إداري لدولة الهند تتبع ولاية أوتاراخند (بالإنجليزية: Uttarakhand)‏ ، مركزها هو مدينة بيتورجره (بالإنجليزية: Pithoragarh)‏ عدد سكانها حسب تعداد سنة 2001 هو 462,149 ، مساحتها 7,110 كم² وكثافة السكان 65 لكل كم² .